# Maçussa
Maçussa ist ein Ort und eine ehemalige Gemeinde nördlich der portugiesischen Hauptstadt Lissabon.

## Geschichte
Der Ort entstand um 1500, als drei Schäferfamilien sich hier an einer Erhebung niederließen. Später errichtete man hier eine Windmühle und um 1600 lebten bereits mehrere Familien hier.
Eine eigenständige Gemeinde wurde Maçussa am 4. Oktober 1985 durch Ausgliederung aus der Gemeinde Manique do Intendente.
Im Zuge der Gebietsreform in Portugal 2013 wurde die Gemeinde Muçussa wieder aufgelöst und mit zwei weiteren zu einer neuen Gemeinde zusammengefasst.

## Verwaltung
Maçussa war Sitz einer gleichnamigen Gemeinde (Freguesia) im Kreis (Concelho) von Azambuja, im Distrikt Lissabon. In der Gemeinde lebten 388 Einwohner auf einer Fläche von 7,75 km² (Stand 30. Juni 2011).
Die Gemeinde bestand nur aus dem gleichnamigen Ort.
Mit der Gebietsreform vom 29. September 2013 wurden die Gemeinden Maçussa, Manique do Intendente und Vila Nova de São Pedro zur neuen Gemeinde União das Freguesias de Manique do Intendente, Vila Nova de São Pedro e Maçussa zusammengefasst.